# Махнов (хутор)
Махнов — хутор в Яковлевском районе Белгородской области России.
Входит в состав городского поселения посёлок Томаровка.

## География
Расположен южнее хутора Цыхманов. Южнее протекает река Везёлка, восточнее — находится лесной массив.
Через Махнов проходит просёлочная дорога.

## Население
| 2002 | 2010 |
| ---- | ---- |
| 0    | ↗1   |